# Čengići (obitelj)
Čengići su bili begovska zemljoposjednička obitelj u Bosni i Hercegovini. Smatra se da potječu iz Mezopotamije,  podrijetlom Turci iz Male Azije. U Hercegovinu ("Zagorje") su došli sredinom 16. stoljeća, a po predanju potječu od Sijerčića ili Ljubovića iz Istočne Hercegovine. Sultan im je tu dodijelio velike posjede. Obitelj je dala brojne visoke dužnosnike, od kojih njih 11 s naslovom paše. Naslov paše stjecao se samo sultanovim beratom (poveljom). Budući da naslov paše vrijedi za osobu (ad personam), iz Čengića plemena, Dede-pašine loze, morao je uvijek biti jedan paša, a to su bila prvorođena djeca. 
Sve do kraja postojanja Osmanskog Carstva, pripadnici obitelji Čengića držali su visoke položaje u državnoj upravi Bosne i Hercegovine te uživali brojne timare u više mjesta i u Bosni i u Hercegovini. Iz Zagorja gdje su se doselili, odselili su se u Foču, Ustikolinu, Višegrad, a 1800. godine i u Gacko.
Evlija Čelebija zabilježio je da je u kasabi Cernici bio Čifluk paše Čengića s kulom visokom kao tvrđava. O Čengićima je pisao Hamdija Kreševljaković.

## Gacki Čengići
Čengići su doselili u Gacko 1800. godine. U Srđevićima je Hanefi-beg Čengić podigao prvu Čengića kulu u ovom kraju. Dvokatna kula poslije je prešla u vlasništvo druge osobe, Spasoja Kovačevića. Pod tom je kulom most s nekoliko okana od sedre. Pretpostavlja se da su taj most sagradili Čengići ili neki bogati feudalac iz ovog kraja.
Smail-aga Čengić živio je i radio u Lipniku nedaleko od Gacka u prvoj polovini 19. stoljeća. Ondje je imao kulu i dvor. Rodio se 1778. u Jelašcima kod Kalinovika.
Gatačko-pivski muselim Smail-aga Čengić bio je oženjen Beširaginom kćerkom Čelebijom Hasanbegović, kćeri Bešir-age Hasanbegovića. U Dobreljima na sjeverozapadnoj strani brda Gata vide se ruševine Čengića kule.
U Gackom i okolini bilo je više kula na jedan do tri kata, sve sagrađene za osmanske vladavine. Kad je borbe protiv Smail-age Čengića vodio Mehmed-beg Turhanija 1832., izgorjelo je skoro cijelo Gacko. Poznati su sinovi Smail-age Čengića Dede-aga i Suljo, koji je pokopan u haremu džamije u Fazlagića Kuli.
Osman-Šerif-paša sagradio je na sarajevskom polju kuću koju je poslije kupio Derviš-aga Čengić i koja je poslije naziva “Villa Čengić”.
Godine 1858.  osmanska se vojska postupno zaputila iz Gruža u Trebinje i utaborila na Grahovcu, a Crnogorci proti njima u Grahovu. Crnogorce je vodio knez Danilo i brat mu Mirko. Crnogorcima je više poznatih boraca došlo u pomoć Crnogorcima, a istakano se osobito Luka Vukalović, opjevan u epu “Osvetnik” hrvatskog pjesnika fra Grge Martića. Osmanlije je predvodio Kadri-paša u dva boja. Bitke s Crnogorcima 29. travnja i 1. svibnja 1858. bile su porazne po Osmanlije. Na Grahovu su imali mnogo mrtvih i ozlijeđenih, i usprkos velikim gubitcima i na crnogorskoj strani, pobjeda je bila Crnogoraca protiv nadmoćnijeg protivnika. Na spomen te bitke podignuta je 1864. mala crkvica u spomen crnogorskog junaštva. Turska je odlučila vojno riješiti stvar i skupila je novu vojsku od 5.000 dobrovoljaca raznih narodnosti svoga carstva iz balkanskih krajeva i svakovrsne vjere iz Epira i Makedonije, a to sve po izboru junaka u svome narodnom odijelu i pod narodnim oružjem, pa ih razmjesti po raznim tačkama crnogorske granice pod glavnim zapovjedništvom Dedage Čengića, sina glasovitog Smail-age Čengića. Prvo su okupili bašibozuke, doveli arnautske fistane, drugi dolame makedonske, a Bošnjaci su voljeli crvene čakšire s fermenom i čepkenima. Lazar Sočica bio kod Dedage Čengića obljubljen juzbaša (kapetan). Budući da su bašibozuci zadavlia strah i trepet svuda, gdje bi se našli, i u istinu činili razne zulume, raspustili su ih nakon pet godina i pa na granicu postavi redovite kordunaše. Uz to pogradi kule i utvrdi Dugu i Nikšić. Kad Turska raspusti Dedaginu vojsku, isječe svu šumu i potroši silne milijune novaca za utvrde, te se tako za neko vrijeme osigura mir na granici i opskrbljivanje Nikšića živežom i drugim ratnim stvarima. Nu megju tim su se opet čete hajdučke po planinama Gacka i Bileća oglašivale. Najčuveniji hajduk onog vremena bijaše Petko Kovačević.
U Maloj Gračanici je Derviš Salih paša (Dedaga) Čengić imao jednu mlinicu, davno srušenu. Ostali su vidljive omeđine Čengića čardaka na jednoj stijeni. U Gornjim i Donjim Bodežištima bio je čifluk Čengića koji su odselili u Aziju. 1865. godine je uvakufio kuću u Fojnici kod Velike Gračanice za Ali-bega Lafe džamiju u Mostaru.
Poslije Dede-pašine pašom je postao njegov nastariji sin Ali-paša Čengić.
Nakon bitke na Vučjem dolu, crnogorska je vojska pošla preko Obljaja, Korita, Ključa u Gacko. Vraćajući se s Konjica, vojvoda Lazar popalio je sve što je našao na putu. Gacko (onda Metohija), Lipnik i mjestašca po Gatačkom polju bila su opustjela i spaljena. Dedaga Čengić je kraj potoka imao kulu i dvorove od kojih su ostale samo ruševine. Vojvoda Lazar Sočica poštedio je turbe Smail-age Čengića. Turbe je oblika džamije s drvenom munarom.
Nakon austro-ugarskog zaposjedanja BiH mnogo je muslimana u BiH odlučilo iseliti u osmansku državu. Zemljoposjednik Osman Čengić bio je jedna od osoba oko kojih su se organizirali i okupili iseljenici.

## Vanjske poveznice
- Academia.edu Husnija Kamberović: Begovski zemljišni posjedi u Bosni i Hercegovini od 1878. do 1918. godine